# Bauhinia humilis
Bauhinia humilis är en ärtväxtart som beskrevs av Henry Hurd Rusby. Bauhinia humilis ingår i släktet Bauhinia och familjen ärtväxter. Inga underarter finns listade i Catalogue of Life.